# Albert von Le Coq

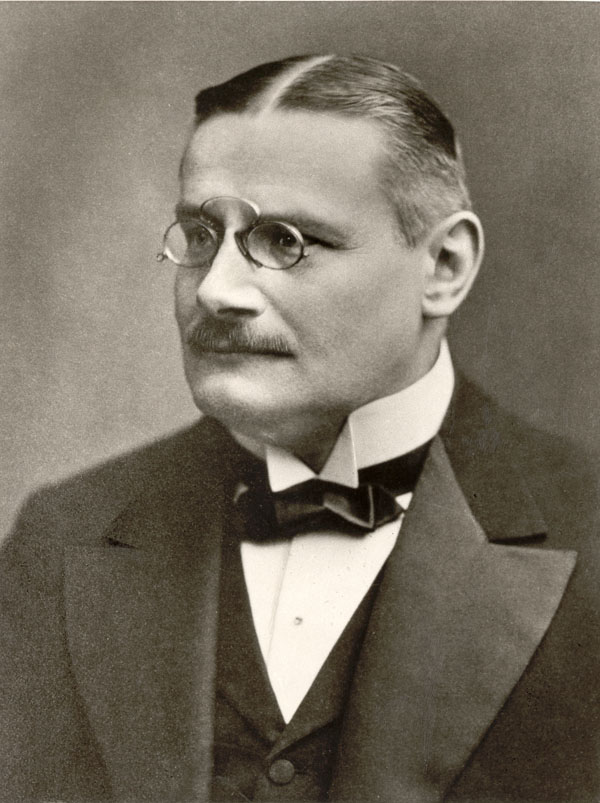
Albert von Le Coq

August Albert von Le Coq (auch: Albrecht von Le Coq, * 8. September 1860 in Berlin; † 21. April 1930 ebenda) war ein deutscher Archäologe, Orientalist und Zentralasien-Forscher. Er leitete zwei der deutschen Turfanexpeditionen (1904–05 und 1913–14). Von 1923 bis 1925 war er Direktor der Indischen Abteilung des Museums für Völkerkunde in Berlin.

## Leben
Albert von Le Coq entstammte einer hugenottischen Familie. Sein Vater, der Kaufmann André Auguste Le Coq (1827–1894), wurde 1875 in den erblichen preußischen Adelsstand erhoben. Seine Mutter Marianne Poppe, Tochter eines Berliner Kaufmanns, war eine Nachfahrin des Kupferstechers Daniel Chodowiecki. Nach Besuch des Gymnasiums in Darmstadt, das er ohne Abitur verließ, folgte eine Ausbildung zum Überseekaufmann mit Aufenthalten in London und den USA (1881–1887), wo er in Louisville (Kentucky) auch ein Medizinerdiplom erwarb. Nach seiner Heimkehr trat er als Teilhaber in die väterliche Sämerei-Großhandlung ein. Nach dem Tod des Vaters erbte er dessen Vermögen in Form von Brauereien und Weinkellern.
Er heiratete 1888 in Darmstadt Elinor Weber (1862–1944), Tochter eines Augenarztes. Ihr gemeinsamer Sohn, der ebenfalls Albert hieß (1897–1917), starb im Ersten Weltkrieg.
Le Coq verkaufte 1900 das Geschäft und begann – mit 40 Jahren – seine wissenschaftliche Ausbildung als Volontär unter Adolf Bastian am Königlichen Museum für Völkerkunde in Berlin. Zugleich studierte er Arabisch, Türkisch und Persisch. Er nahm 1901/02 an der fünften Grabungsexpedition Felix von Luschans nach Zincirli (zeitgenössisch Sendschirli) in Südost-Anatolien teil. Seit 1902 in der indischen Abteilung des Völkerkundemuseums begann er eine Edition manichäischer Texte.

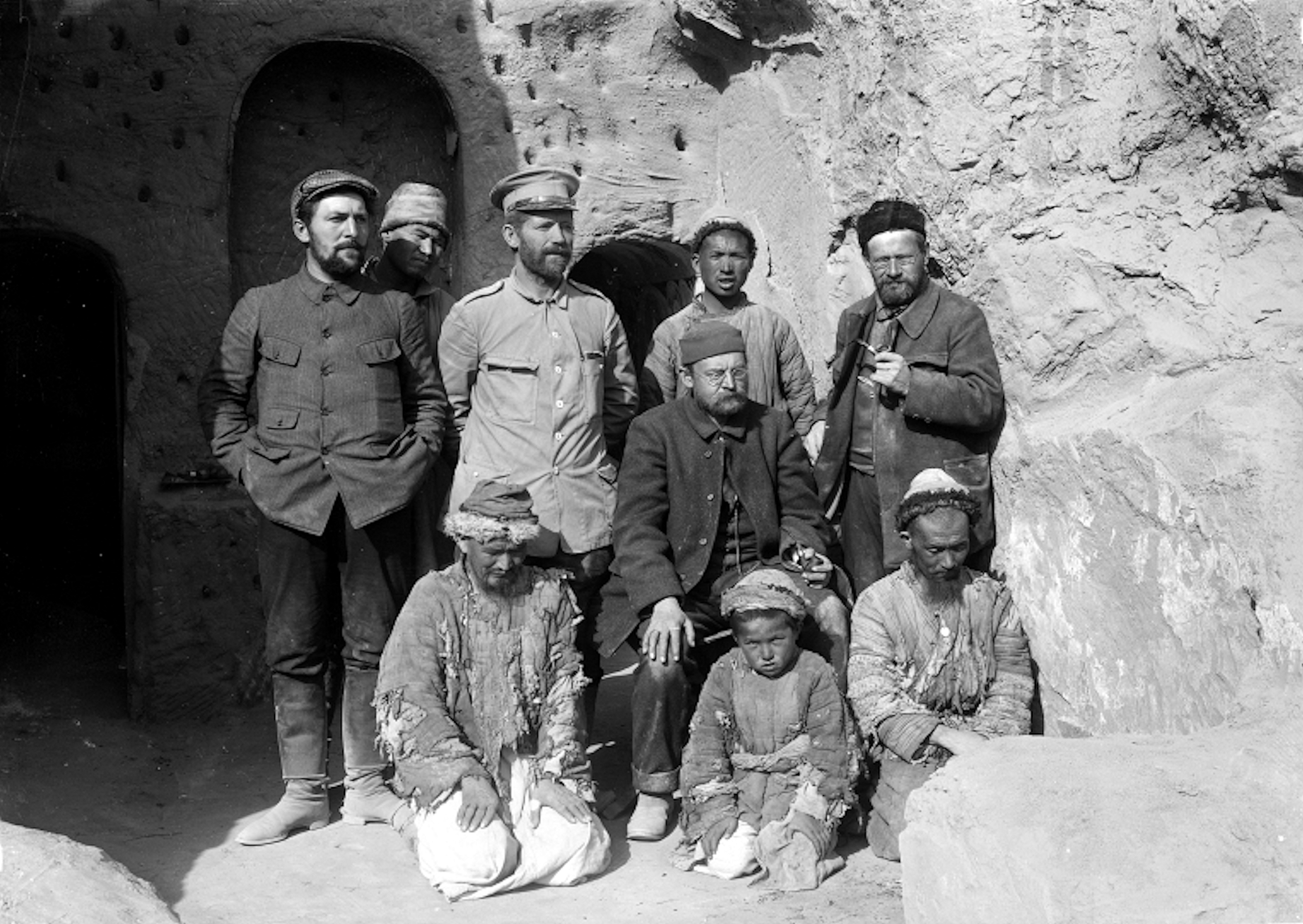
Le Coq (hinten rechts) während der dritten Turfanexpedition (1906/07) vor einer der Höhlen von Kizil

Le Coq wurde Assistent des Direktors der indischen Abteilung des Museums, Albert Grünwedel, und plante mit diesem Expeditionen nach Zentralasien, insbesondere zu Orten an der Seidenstraße. Als Grünwedel vor Aufbruch der zweiten Turfanexpedition 1904 erkrankte, übernahm Le Coq als Ersatzmann die Leitung. Le Coq nahm an der dritten Expedition 1906 teil, geleitet von Grünwedel. Le Coq sollte 1913–1914 auch die vierte dieser Expeditionen leiten.
Bei seinen Forschungsreisen stieß man auf ein verzweigtes Netzwerk buddhistischer und manichäischer Höhlentempel in Xinjiang. Viele der Manuskripte in den Höhlen wurden während der Ausgrabungen zerstört. Einige Gemälde in den Höhlen ließen Le Coq spekulieren, es könnte sich um eine „arische“ (indo-europäische) Kultur handeln, die mit den Franken verwandt sei. Er beschrieb auch einige der Tarim-Mumien.
Mit Hilfe seines Assistenten Theodor Bartus meißelte und sägte Le Coq über 360 kg Fresken, Statuen und andere Kunstwerke ab und transportierte sie in 305 Kisten nach Berlin. Le Coq rechtfertigte diese „Ausleihungen“ mit den Wirren in Turkestan, das seit den späten 1870ern praktisch regierungsfreier Raum war, zur Zeit der Expeditionen.
Einen Ehrendoktor verlieh ihm die Universität in Kiel 1909. Im Jahr 1913 wurde ihm der Professorentitel verliehen. 1914 zum Direktorialassistenten und zugleich stellvertretenden Direktor des Völkerkundemuseums bestellt. Als Nachfolger Albert Grünwedels war Le Coq von 1923 bis 1925 Direktor der Indischen Abteilung des Museums für Völkerkunde. Er brachte die meisten seiner Funde aus Bezeklik (柏孜克里), Túmùshūkè und Yarkhoto (雅爾湖故城) im Museum für indische Kunst bzw. Völkerkundemuseum an der Prinz-Albrecht-Straße unter, wo ein großer Teil durch amerikanische Bombardements im Zweiten Weltkrieg vernichtet wurde. Ein Teil der Kunstwerke, die sich nicht in gemauerten Installationen befanden, war ausgelagert worden und konnten nach dem Krieg zurückgeführt werden. Sie befinden sich heute im Museum für Asiatische Kunst der staatlichen Museen zu Berlin. Wie auch Grünwedel verbiss er sich in späterer Zeit immer mehr in die Idee, dass die zentralasiatische Kultur von den Hellenen abstamme, was Aurel Stein zu scharfer Kritik anregte.

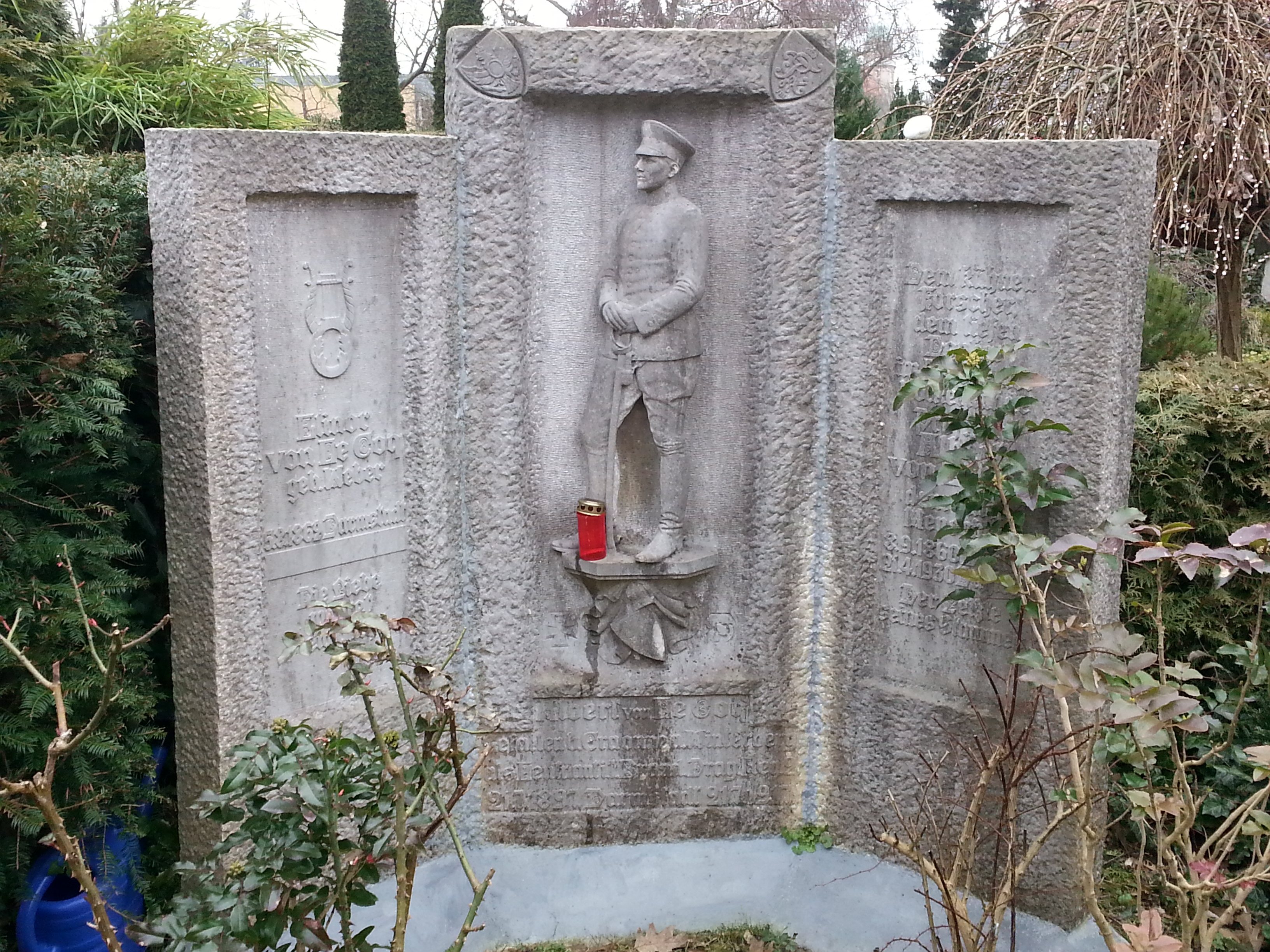
Grab Albert von Le Coqs, seiner Frau Elinor und ihres Sohnes Albert

Le Coqs Grab befindet sich auf dem Berliner Friedhof Dahlem.

## Schriften
- Choros Zaturpanskij (i. e. A. v. Le Coq): Reisewege und Ergebnisse der deutschen Turfanexpeditionen. In: Orientalisches Archiv. Hiersemann, Leipzig 3.1912, S. 116–127.
- Chotscho, Dietrich Reimer, Berlin 1913.
- Die buddhistische Spätantike in Mittelasien, Bd. 1: Die Plastik, Berlin: Dietrich Reimer 1922
- Die buddhistische Spätantike in Mittelasien, Bd. 2: Die Manichaeischen Miniaturen, Berlin: Dietrich Reimer 1923
- Die buddhistische Spätantike in Mittelasien, Bd. 3: Die Wandmalereien, Berlin: Dietrich Reimer 1924
- Die buddhistische Spätantike in Mittelasien, Bd. 4: Atlas zu den Wandmalereien, Berlin: Dietrich Reimer 1924
- Die buddhistische Spätantike in Mittelasien, Bd. 5: Neue Bildwerke, Berlin: Dietrich Reimer 1926
- Die buddhistische Spätantike in Mittelasien, Bd. 6: Neue Bildwerke II, Berlin: Dietrich Reimer 1928
- Die buddhistische Spätantike in Mittelasien, Bd. 7: Neue Bildwerke III, Berlin: Dietrich Reimer 1933
- Auf Hellas Spuren in Ostturkistan. Berichte und Abhandlungen der II. und III. Deutschen Turfan-Expedition, Hinrichs’sche Buchhandlung, Leipzig 1926.
- Von Land und Leuten in Ostturkistan. Berichte und Abenteuer der 4. Deutschen Turfanexpedition., Hinrichs’sche Buchhandlung, Leipzig 1928.